# Ocasní plochy

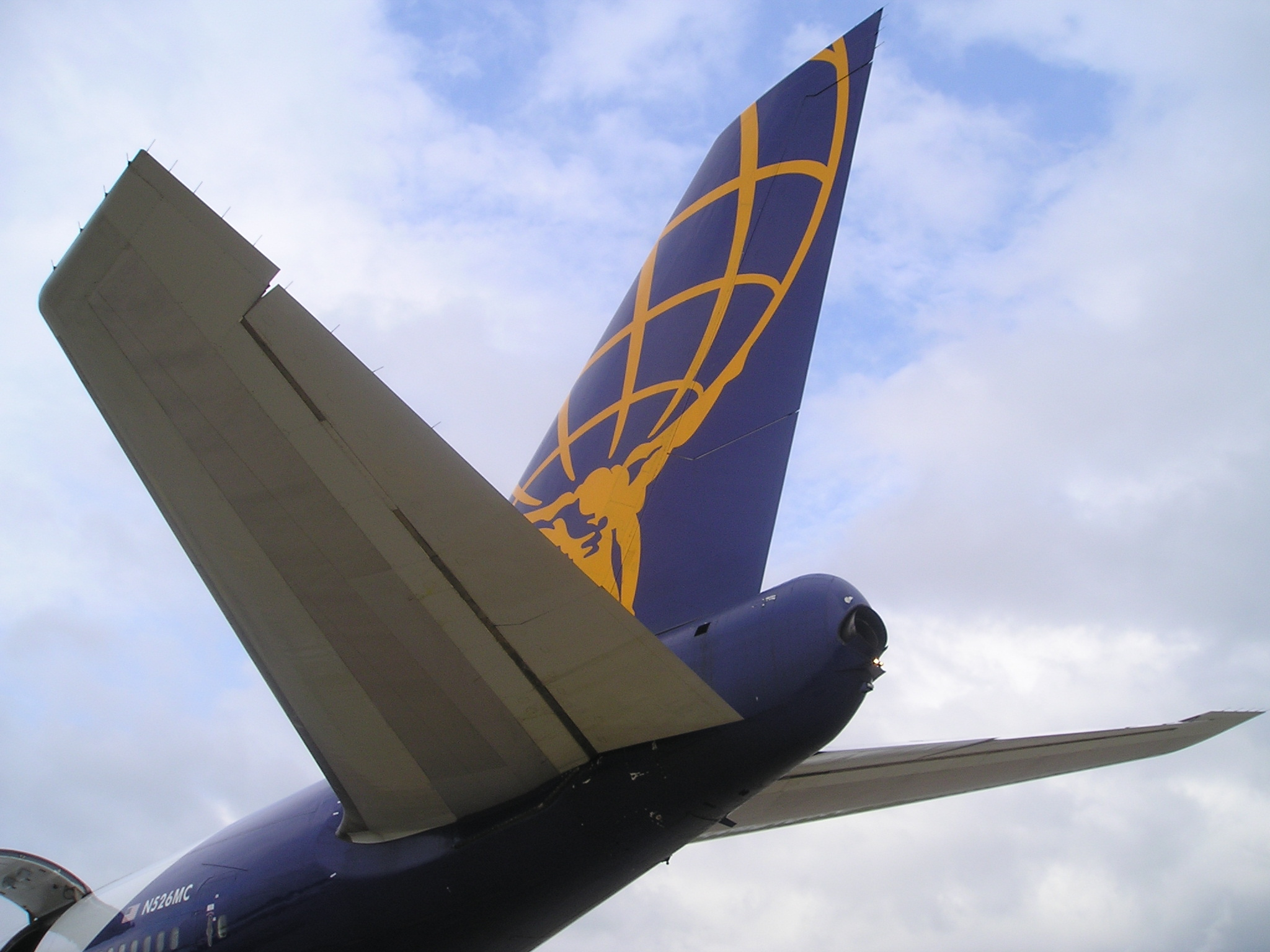
Ocasní plochy letounu Boeing 747-200 společnosti Atlas Air

Ocasní plochy jsou konstrukce v zadní části letadla, která zajišťuje stabilitu během letu, podobně jako pera na šípu. Většina letadel má ocasní plochy obsahující vertikální a horizontální stabilizační povrchy, které stabilizují letovou dynamiku stáčení a náklonu (směrovou a podélnou stabilitu).
Navzdory účinným řídicím plochám bylo mnoho raných letadel, které postrádaly stabilizační ocasní plochy, prakticky nelétatelných. I tzv. „bezocasá letadla“ mají obvykle ocasní ploutev (většinou vertikální stabilizátor). Letadla těžší než vzduch bez jakéhokoli druhu ocasních ploch (samokřídla jako např. Northrop B-2) jsou vzácná a obecně používají speciálně tvarované profily, jejichž odtoková hrana poskytuje stabilitu v náklonu a křídla zahnutá dozadu, často s dihedrálním zajištěním potřebné stability při zatáčení. U některých letadel se šípovými křídly se může profil nebo úhel dopadu (nemělo by se plést s úhlem náběhu) směrem ke špičce radikálně měnit.
Existuje několik typů ocasních ploch.[který?]